# 프랑켄 관구

16세기 시작 무렵의 프랑켄 관구.

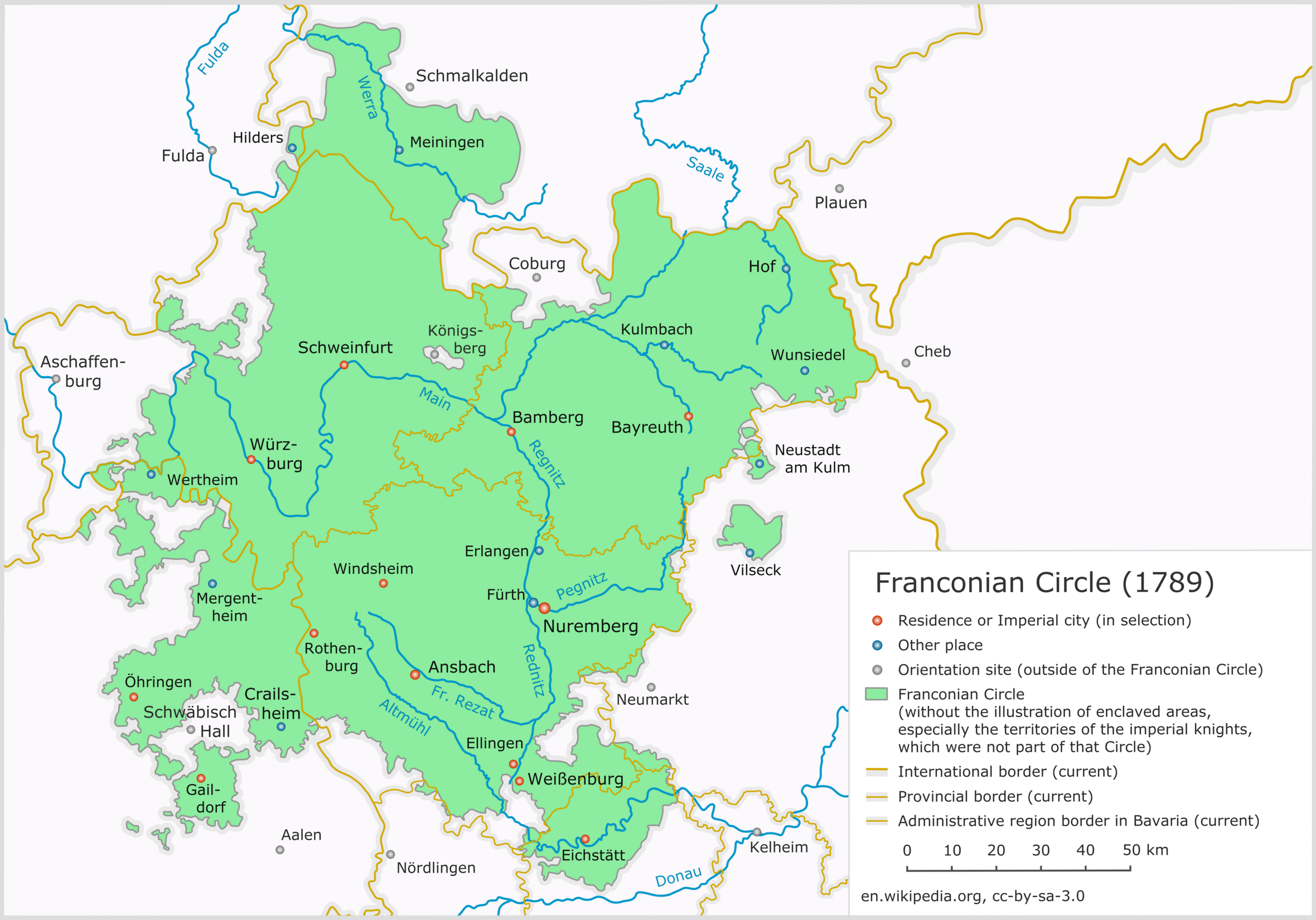
프랑스 혁명 전쟁과 신성 로마 제국의 소멸 이전인 1789년의 프랑켄 관구.

제국군과의 출정에서 프랑켄 관구 군대가 사용한 프랑켄의 깃발.

프랑켄 관구(Fränkischer Reichskreis)는 신성 로마 제국 가운대에 있던 1500년에 세워진 관구이다. 옛 프랑켄 공국의 동부지역 - 오늘날 바이에른 주의 오버프랑켄 현, 미텔프랑켄 현, 운터프랑켄 현과 대략적 해당 -으로 구성되어 있으며, 반면 서부 프랑켄 지역은 라인 강 상류 관구에 속했다. "프랑켄 공작" 작위는 뷔르츠부르크 주교들이 차지했다.

## 구성
프랑켄 관구는 다음의 국가들로 이뤄졌다:
| 명칭                     | 정부 유형          | 참고 |
| ------------------------ | ------------------ | --- |
| 안스바흐                 | 변경백국           | 1398년에 세워져, 호엔촐레른 가문이 소유했으며, 1791년에 프로이센이 획득했다.                                                                                |
| 밤베르크                 | 주교후국           | 1007년에 신성 로마 제국의 황제 하인리히 2세가 밤베르크 교구를 세웠으며, 1245년 이래로 영주 주교국이었다.                                                    |
| 바이로이트               | 변경백국           | 1398년에 쿨름바흐에 세워져, 호엔촐레른 가문이 소유했으며, 1769년부터 안스바흐와 동군 연합을 이루었고, 1791년 프로이센이 획득했다.                           |
| 카스텔                   | 백국               | 1202년 이래로 제국백국이었다. |
| 아이히슈테트             | 주교후국           | 741년에 성 보니파시오가 세웠다. |
| 에어바흐                 | 백국               | 1532년부터 제국백국이었다. |
| 프랑켄 (de)              | 튜턴 기사단 대관소 | 바트메르겐타임에 위치했다. |
| 하우젠                   | 영주령             | 1007년 이래로 밤베르크가 소유했으며, 1538년부터 바이로이트와 뉘른베르크 함께 공동통치령이었다.                                                              |
| 헨네베르크               | 후백국             | 1310년 이래로 공국이었으며, 1583년에 가계가 단절되었고, 1660년에 작센바이마르와 작센고타가 획득했다.                                                        |
| 호엔로에                 | 백국               | 1450년에 제국 백작령이 되었고, 1744년에 공작령으로 성장했다.                                                                                                |
| 림푸르크                 | 영주령             | 슈베비슈할 근처 림푸르크 성 인근 일대이며, 셍켄 폰 림푸르크(Schenken von Limpurg)가 소유했고, 보헤미아 군주들을 위한 왕실의 세습 시종이었다.                |
| 뢰벤슈타인               | 백국               | 1494년 이래로 제국 자유령을 획득했고, 1574년부터 뢰벤슈타인베르트하임 백국이였으며, 1711년 공국으로 성장했다.                                               |
| 뉘른베르크               | 제국 도시          | 1219년에 신성 로마 제국의 황제 프리드리히 2세에게서 제국 칙령을 얻었다.                                                                                     |
| 라이헬스베르크           | 영주령             | 아우프 인근 라이헬스베르크 성 인근 지역이며, 본래 밤베르크가 호엔로에에 준 영지였으며, 1401년 이래로 뷔르츠부르크의 영지였다.                               |
| 리네크                   | 백국               | 리네크 성 인근 지역이며, 1168년에 세워졌고, 1366년부터 마인츠가 영지로서 주장을 해왔고, 1559년에 가계가 단절되어, 1673년에 노스티츠 제국 백작들이 차지했다. |
| 로텐부르크오프데어타우버 | 제국 도시          | 1274년에 합스부르크의 루돌프 1세가 제국 자유령을 부여하였다.                                                                                                |
| 슈바르첸베르크           | 영주령             | 1429년에 자인즈하임의 영주가 세웠으며, 샤인펠트 인근 슈바르첸베르크 성 일대 지역이고, 1599년에 제국 백국이, 1670년부터는 공국이 되었다.                     |
| 슈바인푸르트             | 제국 도시          | 1254년에 세워졌다. |
| 자인즈하임               | 영주령             | 1655년부터 슈바르첸베르크 백작들이 소유했다. |
| 바이센부르크             | 제국 도시          | 1296년에 세워졌다. |
| 벨츠하임                 | 영주령             | 뷔르템베르크의 봉지이며, 1379년부터 1713년까지 셍켄 폰 림푸르크(Schenken von Limpurg)의 소유였다.                                                           |
| 베르타임                 | 백국               | 1132년에 세워져, 1574년에 뢰벤슈타인이 획득. |
| 비젠트하이트             | 영주령             | 1678년부터 제국 백국이었으며, 1701년에 쇤보른 백작이 획득했다.                                                                                              |
| 빈츠하임                 | 제국 도시          | 1248년에 세워졌다. |
| 뷔르츠부르크             | 주교후국           | 741년에 성 보니파시오가 세웠으며, 1168년 이래로 영주 주교국이였고 명목상 "프랑켄의 공작"이었다.                                                             |

## 같이 보기
- 프랑켄의 깃발
- 프랑켄의 역사

## 참고 자료
- The list of states making up the Franconian Circle is based on that in the German Wikipedia article Fränkischer Reichskreis.